# اچ‌ام‌ای‌اس پیری (ای‌سی‌پی‌بی ۸۷)
اچ‌ام‌ای‌اس پیری (ای‌سی‌پی‌بی ۸۷) (به انگلیسی: HMAS Pirie (ACPB 87)) یک کشتی است که طول آن ۵۶٫۸ متر (۱۸۶ فوت) می‌باشد. این کشتی در سال ۲۰۰۶ ساخته شد.